# Ефремовский район
Ефремовский район — упразднённая административно-территориальная единица (район) в Тульской области России.
В рамках организации местного самоуправления в границах района существует муниципальное образование город Ефремов со статусом городского округа.
Административный центр — город Ефремов.

## География
Район расположен на юго-востоке Тульской области.
Граничит с Каменским, Куркинским и Воловским районами Тульской области, на юго-востоке и юге — со Становлянским, Лебедянским, Краснинским и Данковским районами Липецкой, на юге и юго-западе — с Орловской областей. Площадь — 1 649 км² (1-е место).
Основные реки — Красивая Меча и её притоки (Дубрава, Вытемка, Любашовка). Почвы района — чернозёмы, отличаются высоким плодородием. Лесной фонд невелик и располагается небольшими площадями на территории всего района.

## История
Район образован 24 июля 1924 года в результате районирования в составе Ефремовского уезда Тульской губернии.
С 1926 года после упразднения уездов в прямом подчинении Тульской губернии.
В 1929 году в результате упразднения губерний район вошёл в состав Тульского округа Московской области. В то время в состав района входили город Ефремов и следующие сельсоветы: Больше-Корчаженский, Больше-Плотавский, Буреломский, Глинковский, Голубоченский, Дубиковский, Залесский, Замарайский, Иноземский, Кобылинский, Кольцовский, Кочергинский, Кочкинский, Кругликовский, Кукуйский, Лобановский, Луговский, Медведский, Натальинский, Николаевский, Никольский, Новинский, Новодворский, Новокрасивский, Новоперевесовский, Остропятский, Павло-Хуторской, Подлутовский, Пожилинский, Прилепский, Прудковский, Пушкарский, Реченский, Сергиевский, Скороварский, Сторожинский, Тормасовский, Турдейский, Уродовский, Хмелевский, Чернятинский, Яндовский и Ярославский.
10 июня 1931 года Николаевский с/с был переименован в Большевистский с/с.
1 ноября 1932 года из Данковского района Центрально-Чернозёмной области в Ефремовский район были переданы Дубровский сельсовет, Козьинский, Лавровский, Октябрьский, Ступинский, Хомяковский и Шиловский с/с.
21 февраля 1935 года из Ефремовского района в новообразованный Сафоновский район были переданы Больше-Полтавский сельсовет, Глинковский, Залесский, Натальинский, Новоперевесовский, Остропятский, Павло-Хуторской, Реченский, Сергиевский, Тормасовский и Турдейский с/с. Одновременно в новообразованный Октябрьский район были переданы Дубровский сельсовет, Заморайский, Кобылинский, Козьинский, Кольцовский, Кочергинский, Лавровский, Новинский, Октябрьский, Сторожинский, Ступинский, Хомяковский, Шиловский и Яндовский с/с.
26 сентября 1937 года район вошёл в состав вновь образованной Тульской области.
В 1951 году к категории городов областного подчинения отнесен город Ефремов.
В 1958 году в состав района вошла территория упраздненного Октябрьского района, а также часть территории упразднённого Сафоновского района.
В 2006 году Ефремов стал городом районного подчинения.

## Население
Район
| 1959    | 1970    | 1979    | 1989    | 2002    | 2009    | 2010    | 2011    | 2012    |
| ------- | ------- | ------- | ------- | ------- | ------- | ------- | ------- | ------- |
| 52 693  | ↘40 504 | ↘31 093 | ↘25 057 | ↘23 436 | ↗64 304 | ↘64 227 | ↘63 917 | ↘63 156 |
| 2013    | 2014    | 2015    | 2016    | 2017    | 2018    | 2019    | 2020    | 2021    |
| ↘62 256 | ↘60 862 | ↘59 258 | ↘58 078 | ↘56 940 | ↘56 199 | ↘55 336 | ↘54 937 | ↗57 881 |

### Урбанизация
Городское население (город Ефремов) составляет 63,14 % от всего населения района (городского округа).

### Национальный состав
По итогам переписи населения 2020 года проживали следующие национальности (национальности менее 0,1 % и другое см. в сноске к строке «Другие»):
| Национальность | Численность, чел. | Доля     |
| -------------- | ----------------- | -------- |
| Русские        | 52 283            | 90,33 %  |
| Азербайджанцы  | 239               | 0,41 %   |
| Армяне         | 233               | 0,40 %   |
| Украинцы       | 183               | 0,32 %   |
| Таджики        | 180               | 0,31 %   |
| Узбеки         | 100               | 0,17 %   |
| Грузины        | 77                | 0,13 %   |
| Другие         | 4586              | 7,93 %   |
| Итого          | 57 881            | 100,00 % |

## Территориальное деление
Ефремовский район в рамках административно-территориального устройства включает город районного подчинения и 24 сельских округа:
| №         | Административно-территориальная единица                 | Код ОКАТО  | Население 2002 (чел.) | Соответствие сельскому поселению до 2014 года |
| --------- | ------------------------------------------------------- | ---------- | --------------------- | --------------------------------------------- |
| 1e-06     | Город районного подчинения:                             |            |                       |                                               |
| 2e-06     | Ефремов                                                 | 70 220 501 |                       |                                               |
| 3e-06     | Сельские округа:                                        |            |                       |                                               |
| 1         | Большеплотавский сельский округ                         | 70 220 804 | 640                   | СП Ясеновское                                 |
| 2         | Козьминский сельский округ                              | 70 220 828 | 817                   | СП Лобановское                                |
| 3         | Кругликовский сельский округ                            | 70 220 824 | 952                   | СП Лобановское                                |
| 4         | Кукуйский сельский округ                                | 70 220 816 | 801                   | СП Ясеновское                                 |
| 5         | Кытинский сельский округ                                | 70 220 820 | 600                   | СП Лобановское                                |
| 6         | Лобановский сельский округ                              | 70 220 832 | 2367                  | СП Лобановское                                |
| 7         | Медведский сельский округ                               | 70 220 836 | 708                   | СП Ясеновское                                 |
| 8         | Мечнянский сельский округ                               | 70 220 840 | 500                   | СП Лобановское                                |
| 9         | Мордовский сельский округ                               | 70 220 844 | 1142                  | СП Лобановское                                |
| 10        | Овсянниковский сельский округ                           | 70 220 808 | 403                   | СП Ясеновское                                 |
| 11        | Октябрьский сельский округ                              | 70 220 856 | 395                   | СП Лобановское                                |
| 12        | Павло-Хуторской сельский округ                          | 70 220 860 | 542                   | СП Ясеновское                                 |
| 13        | Поддолговский сельский округ                            | 70 220 864 | 451                   | СП Ясеновское                                 |
| 14        | Пожилинский сельский округ                              | 70 220 868 | 648                   | СП Ясеновское                                 |
| 15        | Пушкарский сельский округ                               | 70 220 872 | 2327                  | СП Лобановское                                |
| 16        | Степнохуторской сельский округ                          | 70 220 876 | 877                   | СП Ясеновское                                 |
| 17        | Ступинский сельский округ                               | 70 220 880 | 644                   | СП Лобановское                                |
| 18        | Тормасовский сельский округ                             | 70 220 884 | 661                   | СП Ясеновское                                 |
| 19        | Чернятинский сельский округ                             | 70 220 888 | 3098                  | СП Ясеновское                                 |
| 20        | Шиловский сельский округ                                | 70 220 892 | 1038                  | СП Лобановское                                |
| 21        | Шкилевский сельский округ                               | 70 220 852 | 983                   | СП Лобановское                                |
| 22        | Яндовский сельский округ                                | 70 220 896 | 351                   | СП Лобановское                                |
| 23        | Ярославский сельский округ                              | 70 220 898 | 819                   | СП Лобановское                                |
| 24        | Ясеновский сельский округ                               | 70 220 812 | 1672                  | СП Ясеновское                                 |
| 24.000004 | Сельские населённые пункты вне сельских округов района: |            |                       |                                               |
| 24.000005 | посёлки Восточный и Левшин Лес                          | 70 220 000 |                       |                                               |

История административно-муниципального устройства
В рамках организации местного самоуправления к 2006 году в границах района и райцентра был создан муниципальный район под наименованием муниципальное образование «Город Ефремов и Ефремовский район Тульской области». Город Ефремов вошёл в его состав как городское поселение и перестал быть городом областного подчинения.
В 2011 году были упразднены сельские поселения Большеплотавское (включено в Ясеновское), Козьминское и Ступинское (включены в Лобановское).
С 2011 до 2014 гг. в состав муниципального района входили три муниципальных образования:
- городское поселение 
  - город Ефремов
- 2 сельских поселения:
  - Лобановское — с. Лобаново
  - Ясеновское — д. Ясеновая

В 2014 году все поселения муниципального района были объединены в единое муниципальное образование город Ефремов со статусом городского округа.
Ефремовский район как административно-территориальная единица области сохраняет свой статус.

## Населённые пункты
В состав района (городского округа) входят 202 населённых пункта, в том числе 1 городской и 201 сельский.
| №   | Населённый пункт           | Тип                 | Население | Сельский округ района           |
| --- | -------------------------- | ------------------- | --------- | ------------------------------- |
| 1   | Ефремов                    | город               | ↗36 545   |                                 |
| 2   | Александровка              | деревня             | →2        | Павло-Хуторский сельский округ  |
| 3   | Алексеевка                 | деревня             | ↘26       | Мечнянский сельский округ       |
| 4   | Андреевка                  | деревня             | ↗66       | Степнохуторский сельский округ  |
| 5   | Анненка                    | деревня             | ↘12       | Яндовский сельский округ        |
| 6   | Банное                     | деревня             | ↘11       | Лобановский сельский округ      |
| 7   | Белевка                    | деревня             | →12       | Медведский сельский округ       |
| 8   | Береговские Выселки        | деревня             | ↗10       | Пожилинский сельский округ      |
| 9   | Благодать                  | село                | ↗32       | Кытинский сельский округ        |
| 10  | Богово                     | деревня             | ↗151      | Ясеновский сельский округ       |
| 11  | Болоховское                | деревня             | ↗51       | Медведский сельский округ       |
| 12  | Большая Дубровка           | деревня             | ↘11       | Мордовский сельский округ       |
| 13  | Большая Корчажка           | деревня             | →79       | Пожилинский сельский округ      |
| 14  | Большая Сухотинка          | деревня             | ↘30       | Мечнянский сельский округ       |
| 15  | Большие Медведки           | деревня             | ↘443      | Медведский сельский округ       |
| 16  | Большие Плоты              | деревня             | ↘564      | Большеплотавский сельский округ |
| 17  | Большое Варково            | деревня             | ↗57       | Ступинский сельский округ       |
| 18  | Брыковка                   | деревня             | ↘3        | Козьминский сельский округ      |
| 19  | Буреломы                   | посёлок             | 0         | Поддолговский сельский округ    |
| 20  | Буреломы                   | село                | ↘58       | Чернятинский сельский округ     |
| 21  | Быстри                     | посёлок             | ↘2        | Шиловский сельский округ        |
| 22  | Варваровка                 | деревня             | ↘11       | Яндовский сельский округ        |
| 23  | Варламовка                 | деревня             | ↗31       | Пожилинский сельский округ      |
| 24  | Воейково                   | деревня             | ↘4        | Павло-Хуторский сельский округ  |
| 25  | Воронское                  | деревня             | ↗78       | Пушкарский сельский округ       |
| 26  | Восточный                  | посёлок             | 782       |                                 |
| 27  | Вторые Пожилинские Выселки | деревня             | →19       | Пожилинский сельский округ      |
| 28  | Вязаловка                  | деревня             | ↗1        | Кукуйский сельский округ        |
| 29  | Вязово                     | село                | ↘31       | Козьминский сельский округ      |
| 30  | Глинки                     | деревня             | ↘14       | Павло-Хуторский сельский округ  |
| 31  | Голубочки                  | деревня             | ↘87       | Овсянниковский сельский округ   |
| 32  | Горяиново                  | деревня             | ↘17       | Кукуйский сельский округ        |
| 33  | Греков Хутор               | деревня             | ↘36       | Шиловский сельский округ        |
| 34  | Гремучий                   | посёлок             | →11       | Чернятинский сельский округ     |
| 35  | Даровая                    | деревня             | ↘31       | Шиловский сельский округ        |
| 36  | Дмитриевка                 | деревня             | ↗5        | Лобановский сельский округ      |
| 37  | Дмитриевка                 | деревня             | ↘0        | Тормасовский сельский округ     |
| 38  | Домашнево                  | деревня             | ↘19       | Кукуйский сельский округ        |
| 39  | Дубики                     | деревня             | ↘11       | Шиловский сельский округ        |
| 40  | Дубики                     | село                | ↘207      | Ясеновский сельский округ       |
| 41  | Екатериновка               | деревня             | ↘2        | Большеплотавский сельский округ |
| 42  | Елизаветовка               | деревня             | ↘2        | Ярославский сельский округ      |
| 43  | Залесское                  | деревня             | ↘35       | Большеплотавский сельский округ |
| 44  | Западная Звезда            | посёлок             | ↗39       | Ясеновский сельский округ       |
| 45  | Запрудненский              | посёлок             | ↘17       | Мечнянский сельский округ       |
| 46  | Запрудное                  | деревня             | ↘15       | Мечнянский сельский округ       |
| 47  | Заречье                    | деревня             | ↘1604     | Чернятинский сельский округ     |
| 48  | Заря                       | посёлок             | ↗3        | Тормасовский сельский округ     |
| 49  | Земледелец                 | посёлок             | ↘2        | Большеплотавский сельский округ |
| 50  | Иванниково                 | деревня             | ↘2        | Кытинский сельский округ        |
| 51  | Иноземка                   | деревня             | ↘679      | Пушкарский сельский округ       |
| 52  | Ишутино                    | деревня             | ↘0        | Шиловский сельский округ        |
| 53  | Калакино                   | деревня             | →0        | Шкилевский сельский округ       |
| 54  | Каланчиновка               | деревня             | ↘117      | Чернятинский сельский округ     |
| 55  | Калининский                | посёлок             | ↘6        | Мечнянский сельский округ       |
| 56  | Калиновский                | посёлок             | ↘0        | Медведский сельский округ       |
| 57  | Каменка                    | деревня             | ↘51       | Степнохуторский сельский округ  |
| 58  | Каменский                  | посёлок             | ↘5        | Степнохуторский сельский округ  |
| 59  | Каменский                  | посёлок             | ↘22       | Чернятинский сельский округ     |
| 60  | Каталовка                  | деревня             | →0        | Чернятинский сельский округ     |
| 61  | Кирилловка                 | деревня             | ↘14       | Поддолговский сельский округ    |
| 62  | Кислинка                   | деревня             | ↗30       | Шкилевский сельский округ       |
| 63  | Ключевое                   | село                | ↘23       | Октябрьский сельский округ      |
| 64  | Козье                      | село                | ↘82       | Козьминский сельский округ      |
| 65  | Козьминский                | посёлок             | ↘233      | Козьминский сельский округ      |
| 66  | Колодези                   | деревня             | ↘0        | Степнохуторский сельский округ  |
| 67  | Колчи                      | посёлок             | →0        | Кытинский сельский округ        |
| 68  | Кольцово                   | деревня             | ↘34       | Яндовский сельский округ        |
| 69  | Коммунаров                 | посёлок             | ↘162      | Кругликовский сельский округ    |
| 70  | Копыловка                  | деревня             | ↘0        | Шкилевский сельский округ       |
| 71  | Костомарово                | деревня             | ↗34       | Козьминский сельский округ      |
| 72  | Кочергинка                 | деревня             | ↘19       | Тормасовский сельский округ     |
| 73  | Кочкино                    | село                | ↘211      | Кукуйский сельский округ        |
| 74  | Кочкинские Выселки         | посёлок             | ↘28       | Кукуйский сельский округ        |
| 75  | Красивый                   | посёлок             | ↗22       | Ясеновский сельский округ       |
| 76  | Красиловка                 | деревня             | ↘16       | Яндовский сельский округ        |
| 77  | Красина                    | посёлок             | ↘350      | Пушкарский сельский округ       |
| 78  | Красная Заря               | деревня             | ↗61       | Пушкарский сельский округ       |
| 79  | Красногорское              | деревня             | ↘19       | Козьминский сельский округ      |
| 80  | Кременный                  | посёлок             | ↗62       | Степнохуторский сельский округ  |
| 81  | Крестище                   | посёлок             | ↘0        | Большеплотавский сельский округ |
| 82  | Круглики                   | деревня             | ↘547      | Кругликовский сельский округ    |
| 83  | Круглое                    | деревня             | ↗153      | Пожилинский сельский округ      |
| 84  | Круглое                    | село                | ↘2        | Шиловский сельский округ        |
| 85  | Крюково                    | деревня             | ↘17       | Кукуйский сельский округ        |
| 86  | Кугушевские Выселки        | деревня             | ↗422      | Мордовский сельский округ       |
| 87  | Кукуй                      | деревня             | ↘223      | Кукуйский сельский округ        |
| 88  | Кытино                     | деревня             | ↘395      | Кытинский сельский округ        |
| 89  | Лаврово                    | село                | ↘28       | Шиловский сельский округ        |
| 90  | Левшин Лес                 | посёлок             | ↘0        |                                 |
| 91  | Левшино                    | деревня             | ↗72       | Ясеновский сельский округ       |
| 92  | Лепяги                     | деревня             | ↗85       | Козьминский сельский округ      |
| 93  | Лобаново                   | посёлок ж/д станции | ↘84       | Кругликовский сельский округ    |
| 94  | Лобаново                   | село                | ↘917      | Лобановский сельский округ      |
| 95  | Лубянка                    | деревня             | ↘4        | Шиловский сельский округ        |
| 96  | Луговка                    | деревня             | ↘79       | Лобановский сельский округ      |
| 97  | Малая Корчажка             | деревня             | ↘10       | Ясеновский сельский округ       |
| 98  | Малая Косая                | деревня             | ↘35       | Тормасовский сельский округ     |
| 99  | Малая Сухотинка            | деревня             | ↘20       | Мечнянский сельский округ       |
| 100 | Малая Хмелевая             | деревня             | ↗223      | Поддолговский сельский округ    |
| 101 | Малое Варково              | деревня             | →0        | Мечнянский сельский округ       |
| 102 | Малые Медведки             | деревня             | ↘75       | Медведский сельский округ       |
| 103 | Марьино                    | деревня             | ↘5        | Мордовский сельский округ       |
| 104 | Маслово                    | село                | ↘0        | Тормасовский сельский округ     |
| 105 | Машаровка                  | деревня             | ↗18       | Поддолговский сельский округ    |
| 106 | Медовая                    | деревня             | ↘130      | Ясеновский сельский округ       |
| 107 | Медунецкое                 | деревня             | ↘0        | Павло-Хуторский сельский округ  |
| 108 | Мечнянка                   | село                | ↘189      | Мечнянский сельский округ       |
| 109 | Мирный                     | посёлок             | ↘446      | Тормасовский сельский округ     |
| 110 | Михайловский               | посёлок             | ↗95       | Лобановский сельский округ      |
| 111 | Михнево                    | деревня             | ↘10       | Кукуйский сельский округ        |
| 112 | Мичурина                   | посёлок             | ↗19       | Ясеновский сельский округ       |
| 113 | Мордовка                   | деревня             | ↘49       | Мордовский сельский округ       |
| 114 | Мосоловский                | посёлок             | ↗3        | Овсянниковский сельский округ   |
| 115 | Натальино                  | деревня             | ↘17       | Павло-Хуторский сельский округ  |
| 116 | Непрядва                   | посёлок ж/д станции | ↗38       | Степнохуторский сельский округ  |
| 117 | Никифоровский              | посёлок             | ↘58       | Ярославский сельский округ      |
| 118 | Николаевка                 | деревня             | ↘264      | Медведский сельский округ       |
| 119 | Николаевка                 | деревня             | ↘0        | Ярославский сельский округ      |
| 120 | Никольский                 | посёлок             | →0        | Большеплотавский сельский округ |
| 121 | Никольское                 | деревня             | ↘11       | Октябрьский сельский округ      |
| 122 | Никольское                 | село                | ↗47       | Шкилевский сельский округ       |
| 123 | Новая Жизнь                | посёлок             | →0        | Тормасовский сельский округ     |
| 124 | Новинское                  | деревня             | ↘10       | Октябрьский сельский округ      |
| 125 | Новое Глотово              | деревня             | ↘28       | Кукуйский сельский округ        |
| 126 | Новое Перевесово           | деревня             | ↘24       | Медведский сельский округ       |
| 127 | Новокрасивое               | село                | ↘424      | Чернятинский сельский округ     |
| 128 | Новый Двор                 | деревня             | ↘18       | Лобановский сельский округ      |
| 129 | Новый Мир                  | посёлок             | ↘7        | Степнохуторский сельский округ  |
| 130 | Овсянниково                | село                | ↗285      | Овсянниковский сельский округ   |
| 131 | Октябрьский                | посёлок             | ↘9        | Козьминский сельский округ      |
| 132 | Октябрьский                | посёлок             | ↘327      | Октябрьский сельский округ      |
| 133 | Осиновый Куст              | деревня             | ↗3        | Ступинский сельский округ       |
| 134 | Охотский                   | посёлок             | ↘0        | Медведский сельский округ       |
| 135 | Павлов Хутор               | село                | ↘405      | Павло-Хуторский сельский округ  |
| 136 | Первое Мая                 | посёлок             | ↗3        | Павло-Хуторский сельский округ  |
| 137 | Первомайский               | посёлок             | ↘487      | Мордовский сельский округ       |
| 138 | Первые Пожилинские Выселки | деревня             | ↘7        | Пожилинский сельский округ      |
| 139 | Петровское                 | деревня             | ↘4        | Яндовский сельский округ        |
| 140 | Платоновка                 | деревня             | ↘64       | Кругликовский сельский округ    |
| 141 | Плоское                    | деревня             | ↘18       | Мордовский сельский округ       |
| 142 | Поддолгое                  | деревня             | ↘86       | Поддолговский сельский округ    |
| 143 | Подзайские выселки         | деревня             | ↘5        | Шиловский сельский округ        |
| 144 | Подлутово                  | деревня             | ↘4        | Кукуйский сельский округ        |
| 145 | Пожилино                   | село                | ↗430      | Пожилинский сельский округ      |
| 146 | Покровка                   | деревня             | ↗392      | Пушкарский сельский округ       |
| 147 | Прилепы                    | деревня             | ↘105      | Шкилевский сельский округ       |
| 148 | Пронищево                  | деревня             | ↘0        | Павло-Хуторский сельский округ  |
| 149 | Прудки                     | деревня             | ↘24       | Лобановский сельский округ      |
| 150 | Пушкари                    | деревня             | ↗442      | Пушкарский сельский округ       |
| 151 | Раздолье                   | посёлок             | ↘1        | Кытинский сельский округ        |
| 152 | Раздолье                   | посёлок             | ↗17       | Степнохуторский сельский округ  |
| 153 | Разнотоповка               | деревня             | ↗15       | Тормасовский сельский округ     |
| 154 | Резвяки                    | деревня             | ↘1        | Шиловский сельский округ        |
| 155 | Речки                      | деревня             | →0        | Овсянниковский сельский округ   |
| 156 | Рогачевка                  | деревня             | ↘51       | Кругликовский сельский округ    |
| 157 | Сафоновка                  | деревня             | ↘39       | Большеплотавский сельский округ |
| 158 | Северная Звезда            | посёлок             | ↗33       | Чернятинский сельский округ     |
| 159 | Сергиевка                  | деревня             | ↘35       | Степнохуторский сельский округ  |
| 160 | Серп и Молот               | посёлок             | ↘112      | Ясеновский сельский округ       |
| 161 | Слобода Переселенцев       | посёлок             | ↗1        | Мордовский сельский округ       |
| 162 | Слободское                 | село                | ↘19       | Шиловский сельский округ        |
| 163 | Совхозный                  | посёлок             | ↘214      | Ясеновский сельский округ       |
| 164 | Солдатское                 | село                | ↘66       | Козьминский сельский округ      |
| 165 | Солнцев Хутор              | деревня             | →0        | Шиловский сельский округ        |
| 166 | Сретенка                   | деревня             | ↘208      | Лобановский сельский округ      |
| 167 | Старая Косая               | деревня             | ↘0        | Тормасовский сельский округ     |
| 168 | Старое Перевесово          | деревня             | →44       | Медведский сельский округ       |
| 169 | Степной                    | посёлок             | ↗553      | Степнохуторский сельский округ  |
| 170 | Степь-Дубрава              | посёлок             | →0        | Ступинский сельский округ       |
| 171 | Сторожа                    | село                | ↗87       | Кытинский сельский округ        |
| 172 | Сторожевое                 | деревня             | ↘15       | Мечнянский сельский округ       |
| 173 | Стрелечья Поляна           | деревня             | ↘96       | Козьминский сельский округ      |
| 174 | Стрельцы                   | деревня             | ↗277      | Пушкарский сельский округ       |
| 175 | Ступино                    | село                | ↘418      | Ступинский сельский округ       |
| 176 | Ступинский                 | хутор               | ↘33       | Ступинский сельский округ       |
| 177 | Сухая Меча                 | деревня             | ↘0        | Пушкарский сельский округ       |
| 178 | Теглево                    | деревня             | ↘12       | Кукуйский сельский округ        |
| 179 | Тормасово                  | село                | ↘101      | Тормасовский сельский округ     |
| 180 | Трифоновка                 | деревня             | ↘0        | Яндовский сельский округ        |
| 181 | Труженик                   | посёлок             | ↗5        | Козьминский сельский округ      |
| 182 | Трусово                    | деревня             | ↘76       | Кукуйский сельский округ        |
| 183 | Тюртень                    | село                | ↘36       | Ступинский сельский округ       |
| 184 | Успенский                  | посёлок             | ↘107      | Лобановский сельский округ      |
| 185 | Ушаково                    | село                | ↗71       | Шкилевский сельский округ       |
| 186 | Федоровка                  | деревня             | ↘15       | Кытинский сельский округ        |
| 187 | Хмелевое                   | село                | ↘60       | Поддолговский сельский округ    |
| 188 | Хомяково                   | село                | ↘33       | Мечнянский сельский округ       |
| 189 | Хорошавка                  | деревня             | ↘23       | Ступинский сельский округ       |
| 190 | Чаплино                    | деревня             | ↘5        | Мечнянский сельский округ       |
| 191 | Челищев Хутор              | деревня             | ↘2        | Шиловский сельский округ        |
| 192 | Ченское                    | деревня             | ↘13       | Кукуйский сельский округ        |
| 193 | Черенково                  | деревня             | ↘0        | Павло-Хуторский сельский округ  |
| 194 | Чернятино                  | деревня             | ↘837      | Чернятинский сельский округ     |
| 195 | Шилово                     | село                | ↘669      | Шиловский сельский округ        |
| 196 | Шкилевка                   | деревня             | ↗709      | Шкилевский сельский округ       |
| 197 | Шумский                    | посёлок             | ↘0        | Кругликовский сельский округ    |
| 198 | Щербачевка                 | деревня             | ↘41       | Лобановский сельский округ      |
| 199 | Яндовка                    | село                | ↘184      | Яндовский сельский округ        |
| 200 | Яновка                     | деревня             | ↗12       | Октябрьский сельский округ      |
| 201 | Ярославка                  | деревня             | ↗381      | Ярославский сельский округ      |
| 202 | Ясеновая                   | деревня             | ↘720      | Ясеновский сельский округ       |

Упразднённые населённые пункты:
- 1986 год — посёлки Красный, Первомайский Большеплотавского сельсовета, посёлок Степь Мордовского сельсовета, деревня Новосёлки Лобановского сельсовета, деревня Архангельские Выселки Мечнянского сельсовета, деревня Варламовка Кругликовского сельсовета[42]
- 2022 год — посёлок 12-й Октябрь, деревни Болотовка, Озерки, Скороваровка и Тросна

## Транспорт

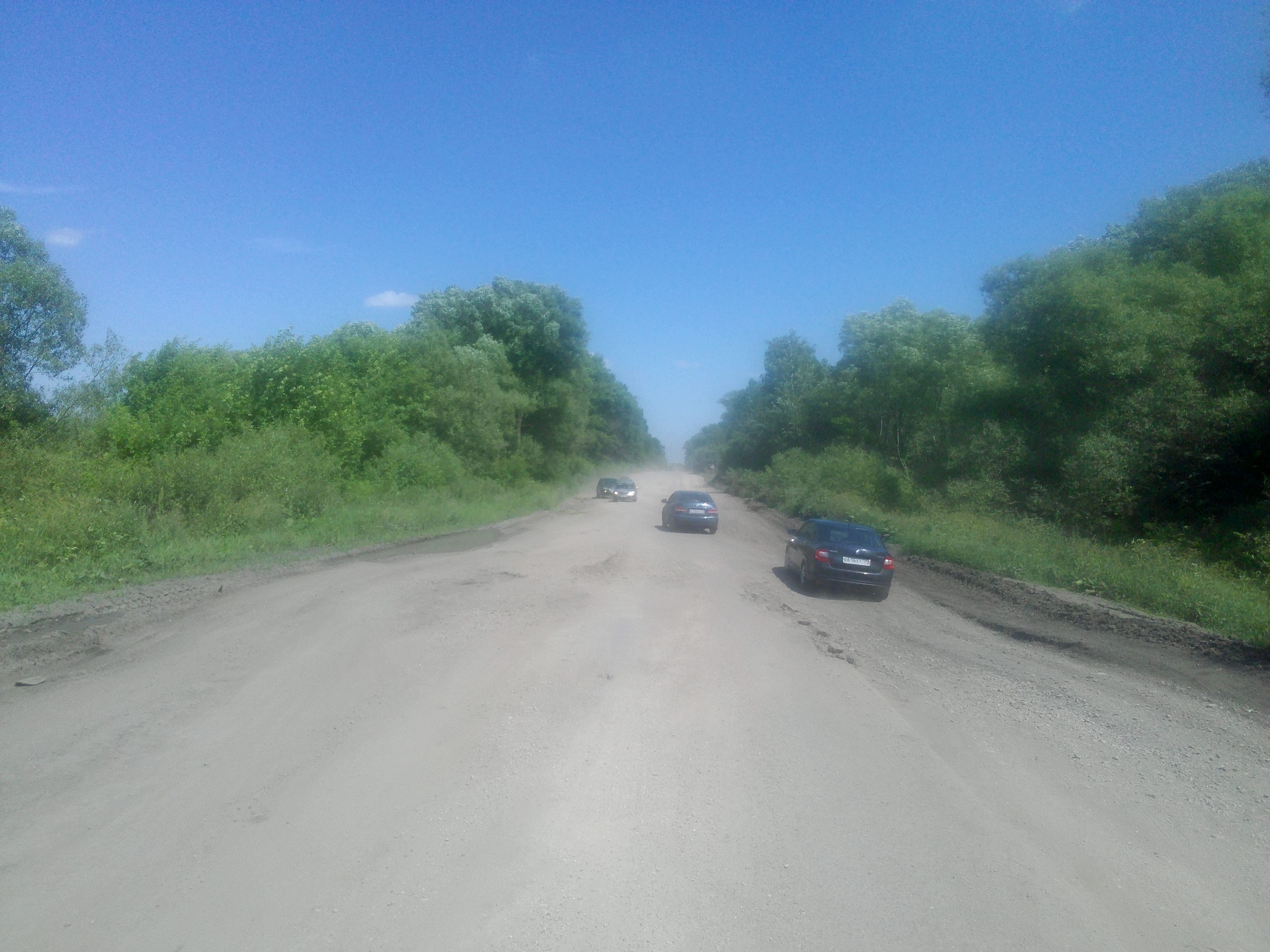
Автомобильная дорога общего пользования регионального значения Р-126
Идентификационный номер: 70 ОП РЗ 70К-123.

Город расположен на реке Красивая Меча (приток Дона), в 310 км к югу от Москвы и в 149 км от Тулы на линии железнодорожной магистрали «Москва—Донбасс» (станция Ефремов Московской железной дороги). Рядом с городом проходит федеральная автотрасса М4 «Дон», E 115, так же имеется ответвление с трассы М2«Крым»E 105. Ефремов соединен автомобильными дорогами с Тулой через Тёплое Р141, с Орлом через Хомутово и Новосиль Р120, Данковом и Рязанью Р126, с Чернью через Архангельское Р147.Дорогами местного значения Ефремов связан с Куркино и Куликово поле, а также с крупными селами Становлянского района Липецкой области : Ламское, Берёзовка, Толстая Дубрава и Барсуково.
В районе расположен бывший военный аэродром Ефремов-3

## Достопримечательности
- Ефремовский район очень богат достопримечательностями. Широко известен по Тульской области и за её пределами храм Казанской Иконы Божьей Матери и святой источник возле него в селе Туртень.
- Недалеко от Ефремова в 1380 году произошла битва русских по главе с князем Дмитрием Ивановичем Донским войск с татарским ханом Мамаем на Куликово поле, где сейчас располагается Музей Куликовской битвы
- В 50 км на юго-запад от Ефремова, но уже на территории Орловской области была Судбищенская битва — сражение, произошедшее 3-4 июля (24-25 июня нового стиля) 1555 года у села Судбищи между отрядами воеводы Ивана Шереметьева и крымского хана Девлета I Гирея. В то время — территория так называемого Дикого поля. Несмотря на неудачное для русских начало сражения, усилиями А.Басманова и С.Сидорова русский отряд в итоге одержал победу. В походе был захвачен крымский обоз. На месте сражения в 1995 году создан мемориальный памятник.
- В 25 км на северо-восток от Ефремова, на склоне долины реки Красивой Мечи рядом с селом Козье Ефремовского района Тульской области, располагается знаменитый на всю округу Конь-Камень.

## Музеи города
- Ефремовский художественно-краеведческий музей

В музеи собран богатейший материал об истории Ефремовского края, с древнейших времен до наших дней. Экспозиции музея рассказывают о земляках — выдающихся деятелях науки и искусства: заслуженной артистке РСФСР Л. М. Фетисовой, народном артисте СССР, лауреате Государственной премии, композиторе и дирижёре К. К. Иванове, известном авиаконструкторе В. М. Мясищеве. В фондах музея хранится коллекция живописных работ члена Союза художников СССР А. П. Гущина.
Многочисленные экспонаты, собранные археологическими экспедициями при раскопках бассейна р. Красивая Меча, подтверждают пребывание сарматских племен в 3-4 вв. до н. э. на территории современного Ефремовского края.
- Дом-музей И. А. Бунина

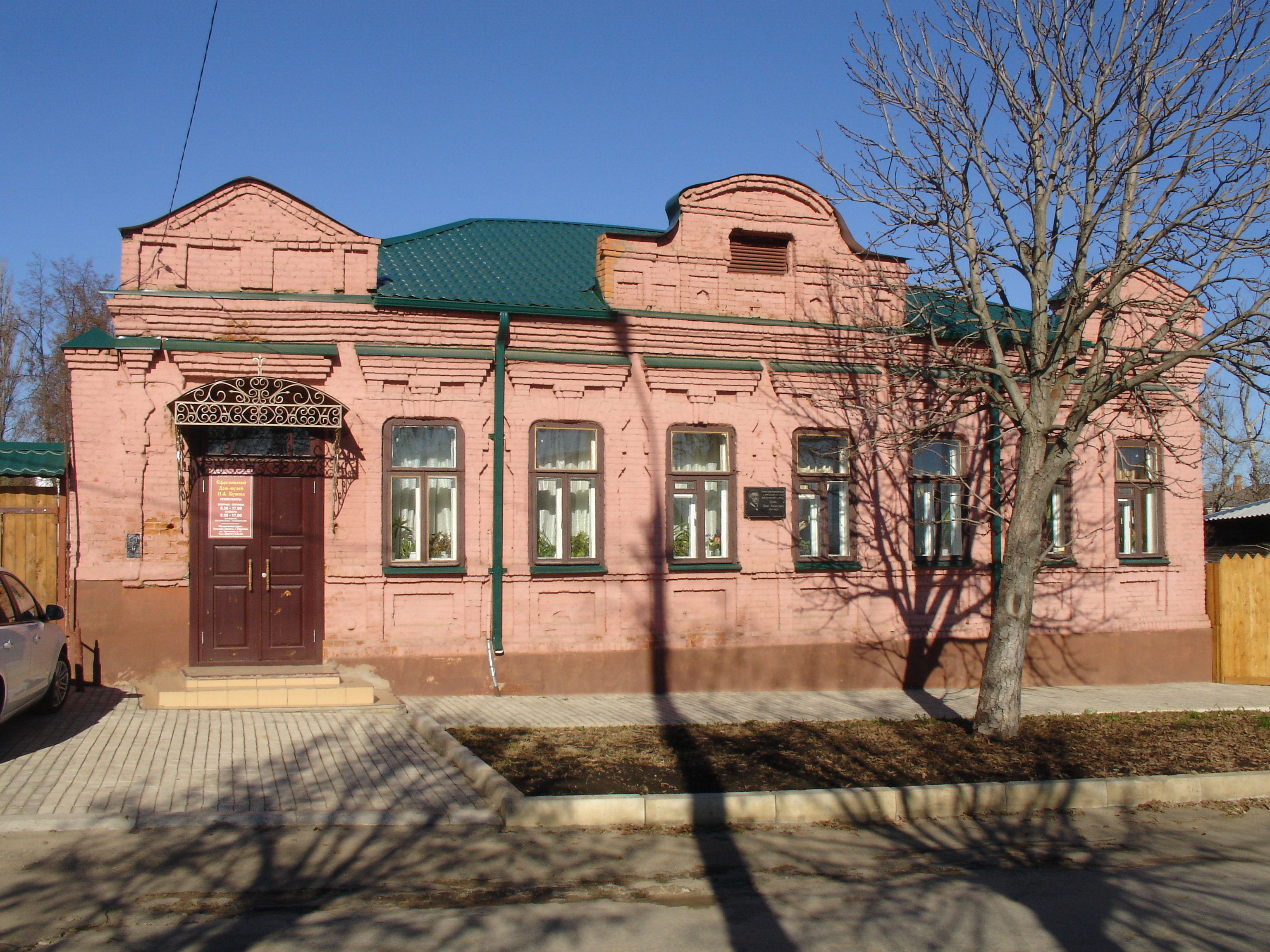
Дом-музей Бунина И. А.

В городе Ефремове Тульской области находится уникальное здание — единственный в своём роде сохранившийся мемориальный Дом-музей, в котором время от времени в начале XX века жил и работал великий русский писатель лауреат Нобелевской премии Иван Алексеевич Бунин.

## Известные жители и уроженцы
- Мальцев, Иван Александрович (1918 - 1987) — советский офицер, лётчик-штурмовик, участник Великой Отечественной войны, Герой Советского Союза. Родился в селе Новокрасивое.
- Тельнов, Николай Фёдорович (1923 — 2005) — российский учёный, специалист в области ремонта машин. Заслуженный деятель науки и техники РФ.  Родился в деревне Чаплино.